# Dióxido de germanio
Dióxido de germanio, también llamado óxido de germanio y germania, es un compuesto inorgánico con la fórmula química GeO2. Es la principal fuente comercial de germanio. Este óxido también forma una capa de pasivación sobre la superficie de germanio puro en contacto con oxígeno atmosférico.

## Estructura
Los dos polimorfos predominantes del GeO2 son hexagonal y tetragonal. El GeO2  hexagonal tiene la misma estructura que el cuarzo-β, donde el germanio tiene número de coordinación 4. El GeO2 tetragonal (el mineral argutita) tiene la estructura tipo rutilo vista en stishovita. En este motivo, el germanio tiene número de coordinación 6. Una forma amorfa (vítrea) del GeO2 es similar al sílice fundido.
El dióxido de germanio se puede preparar en ambas formas: cristalina y amorfa. A presión atmosférica la estructura amorfa está formada por una red de tetrahedros de GeO4. A presión elevada de hasta aproximadamente 9 GPa el número de coordinación promedio del germanio aumenta progresivamente de 4 a alrededor de 5 con un aumento correspondiente de la distancia de enlace Ge-O. A presiones más altas, de hasta aproximadamente 15 GPa, el número de coordinación del germanio aumenta hasta 6 y la densa estructura de red está compuesta por octahedros de GeO6. Cuando la presión es posteriormente reducida, la estructura revierte a la forma tetraédrica. A altas presiones, la forma de rutilo se convierte a la forma ortorrómbica del CaCl2.

## Reacciones
Al calentar dióxido de germanio con germanio pulverizado a 1000 °C se forma monóxido de germanio (GeO).
La forma hexagonal (d=4.29 g/cm3) de dióxido de germanio es más soluble que la forma rutilo (d=6.27 g/cm3) y se disuelve para formar ácido germánico, H4GeO4 o Ge(OH)4. El GeO2 es sólo ligeramente soluble en ácido pero se disuelve más fácilmente en base para dar germanatos.
En contacto con ácido clorhídrico, libera el volátil y corrosivo tetracloruro de germanio.

## Usos
El dióxido de germanio tiene propiedades como el índice de refracción (1.7) y la dispersión óptica que lo hacen útil como material óptico para objetivos gran angular, en lentes de objetivo de microscopio óptico , y para el núcleo de líneas de fibra óptica. Ver el artículo fibra óptica para obtener detalles sobre el proceso de fabricación. Ambos, el germanio y su óxido amorfo GeO2, son transparentes al espectro infrarrojo (IR). Con el vidrio se pueden fabricar ventanas y lentes IR, utilizadas para tecnología de visión nocturna en el ejército, vehículos de lujo y cámaras térmicas. Se prefire el GeO2 sobre otros vidrios transparentes al IR porque  es mecánicamente fuerte y por tanto preferido por la exigencia del uso militar.
Una mezcla de dióxido de silicio y dióxido de germanio ("sílice-germania") se utiliza como material óptico para fibras ópticas y guías de onda ópticas. Controlando la proporción de los elementos se consigue un control preciso del índice de refracción. Los vidrios de sílice-germania tienen una viscosidad más baja y un índice de refracción más alto que la sílice pura. El GeO2 reemplazó al TiO2 como agente dopante de la sílice para producir fibra de sílice, eliminando la necesidad de tratamientos térmicos posteriores que producían fragilidad en las fibras.
El dióxido de germanio es también utilizado como catalizador en la producción de resina de tereftalato de polietileno, y para la producción de otros compuestos de germanio. Se usa como materia prima para la producción de algunos fósforos y materiales semiconductores.
El dióxido de germanio se usa en alguicultura como un inhibidor del indeseado crecimiento de diatomeas en los cultivos de algas, ya que la contaminación con diatomeas, que comparativamente crecen más rápido, a menudo inhibe el crecimiento de o sobrepasa las cepas de algas originales. El GeO2 es fácilmente absorbido por las diatomeas y conduce a que el silicio sea sustituido por germanio en procesos bioquímicos dentro de las diatomeas, causando una reducción significativa del índice de crecimiento de las diatomeas o incluso su eliminación completa, con poco efecto sobre las especies de algas no diatomeas. Para esta aplicación, la concentración de dióxido de germanio típicamente utilizada en el medio de cultivo es de entre 1 y 10 mg/l, dependiendo de la etapa de la contaminación y la especie.

## Toxicidad y medicina
El dióxido de germanio tiene una toxicidad baja, pero en dosis más altas  es nefrotóxico.
El dióxido de germanio se utiliza como suplemento de germanio en algunos suplementos dietéticos cuestionables y "curas milagro".  Dosis altas de estos han resultado en varios casos de envenenamientos por germanio.